# Meritxell Batet
Meritxell Batet Lamaña (Barcelona, 19 de março de 1973) é uma política e jurista da Espanha filiada ao Partido Socialista Operário Espanhol. Ocupou o cargo de Presidente do Congresso dos Deputados da Espanha de 2019 a 2023. É bacharela em direito pela Universidade Pompeu Fabra, onde cursou seus estudos de doutorado e foi professora de Direito Constitucional. Atualmente, assume as funções de deputada no Congresso dos Deputados.
Integrou o Grupo Parlamentar Socialista nos 8º, 9º, 10º, 11º, 12º, 13º, 14º e 15º mandatos da Câmara.

## Biografia

### Presidente da Câmara dos Deputados
Foi a candidata do PSOE para as eleições para a Congresso dos Deputados da Espanha em 28 de abril de 2019, sendo eleita deputada em 21 de maio de 2019

### Vida Acadêmica
Estudou na Escola Gravi de Barcelona e ingressou na universidade com a ajuda de bolsas de estudo. Em 1995 licenciou-se em Direito pela Universidade Pompeu Fabra onde também fez o doutorado com a apresentação da tese "Participação, deliberação e transparência nas instituições e órgãos da União Europeia". Em 1998 concluiu o curso de pós-graduação em Direito Imobiliário e Desenvolvimento Urbano no IDEC. Em 2013 apresentou o projeto de tese de doutorado intitulado "O princípio da subsidiariedade na Espanha".
Entre 1995 e 1998 ela foi professora de Direito Administrativo na Universidade Pompeu Fabra e foi professora de Direito Constitucional até sua nomeação como Ministra em 2018. Em 2007 recebeu a bolsa "German Marshall" para manter uma estadia nos Estados Unidos.

## Vida Pessoal
Casou-se em agosto de 2005, na cidade de Santillana del Mar, com um político do Partido Popular, José Maria Lassalle, com quem tem duas filhas gêmeas. Se divorciaram 10 anos depois em maio de 2016.

## Publicações
- E. Niubó, M. Batet, J. Majó, Europa, Federalisme, Socialdemocràcia XXI , Fundació Rafael Campalans, Barcelona, 2012.
- L'esperança cívica d'Europa. Reflexions over the paper of la ciutadania from la nova Constitució Europea . Publicado em FRC Revista de Debat Polític, 10 de primavera de 2005.
- Indicadores de gestión de servicios públicos locales . Documento Pi i Sunyer número 25, Fundació Carles Pi i Sunyer, Barcelona 2004
- Indicadores de gestão de serviços públicos locais: una iniciativa des de Catalunya . En Evaluación y control de políticas públicas. Indicadores de gestión . Ayuntamiento de Gijón, 2002